# Deserto di Yuma

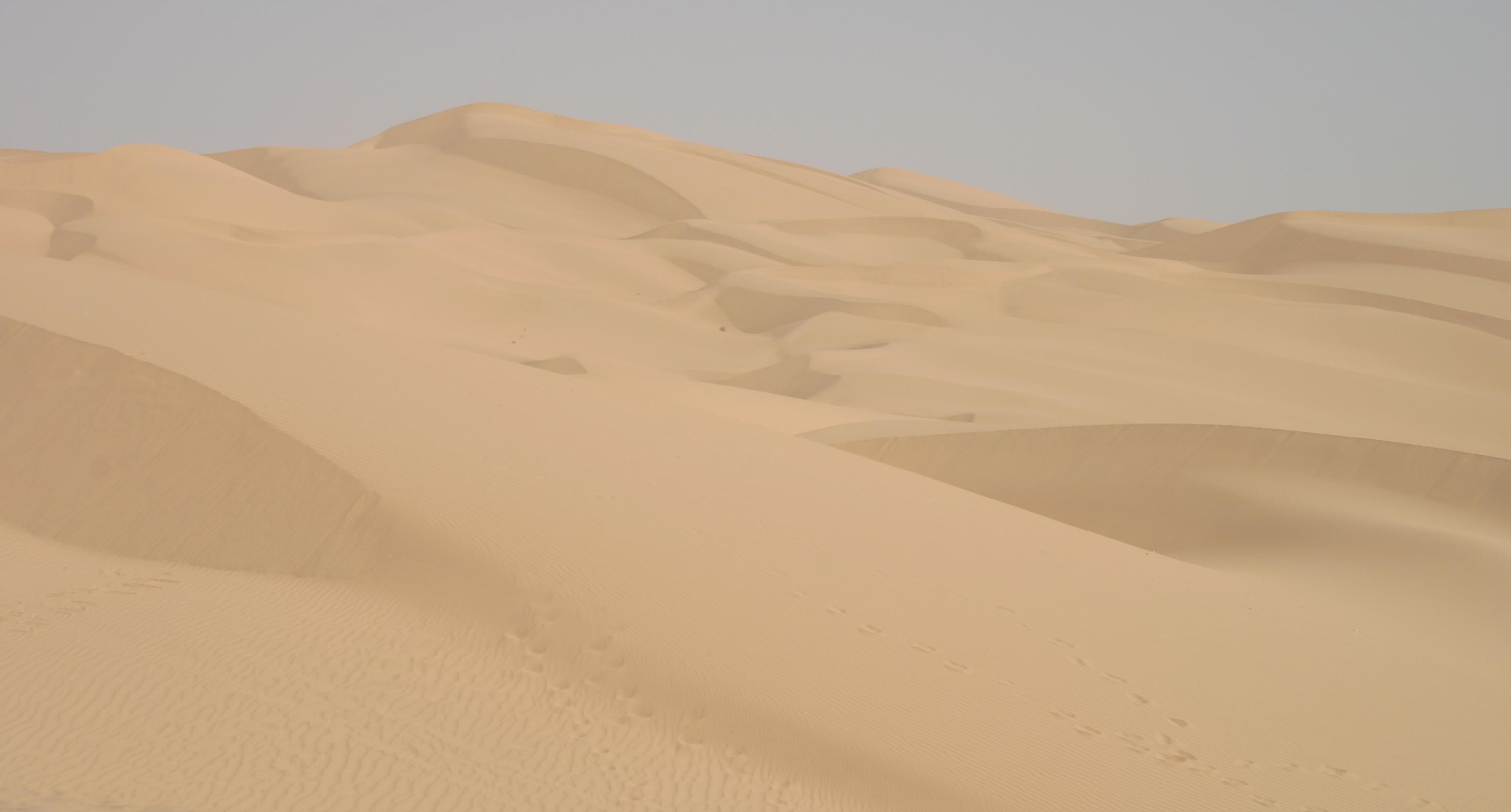
Le dune Imperial nel deserto di Yuma.

Il deserto di Yuma è una sezione a bassa elevazione del deserto di Sonora, situata nel bacino di Salton, suddiviso tra la parte sudoccidentale degli Stati Uniti d'America e la parte nordoccidentale del Messico.
All'interno del deserto vi sono aree di rada vegetazione e un'importante distesa di dune sabbiose. Le precipitazioni sono inferiori ai 200 mm di pioggia all'anno, il che rende questo deserto una delle zone più aride del Nord America. La presenza umana è molto scarsa e la città più importante è Yuma in Arizona, situata sul fiume Colorado al confine con la California.

## Caratteristiche
Il deserto comprende le parti a bassa elevazione del bordo sudoccidentale dell'Arizona e si estende in direzione ovest verso il fiume Colorado. Sull'altra sponda del fiume, in California, si trova il deserto del Colorado, una porzione del deserto di Sonora nota come deserto basso. Anche se le due regioni desertiche sono separate solo dal fiume Colorado, vi sono numerose specie di animali e piante che vivono solo su un lato del fiume, come l'iconico cactus chiamato saguaro, che cresce solo sulla sponda orientale del fiume.
Il deserto di Yuma include anche le piane sabbiose del Sonora occidentale, fino alla sommità del Golfo di California. Il corso d'acqua più importante che lo attraversa è il fiume Gila, in Arizona. In questa regione del deserto si trova l'Organ Pipe Cactus National Monument, come pure il Kofa National Wildlife Refuge e il Cabeza Prieta National Wildlife Refuge.
A sud della porzione dell'Arizona del deserto di Yuma, nella parte settentrionale del Messico, si trova la riserva della biosfera del gruppo vulcanico dei Pinacate Peaks, che fanno parte del Gran Desierto de Altar e che costituisce l'estensione meridionale del deserto di Yuma. È situata nella fascia pedemontana nordoccidentale della Sierra Madre Occidentale, la catena montuosa occidentale del Messico.